# Krofta
Krofta je priimek več znanih ljudi:

## Znani slovenski nosilci priimka
- Miloš Krofta (1912—2002), slovensko-ameriški strojnik in papirničar, podjetnik, inovator
- Minka Krofta (r. Jelačin) (1888—1954), mladinska pisateljica, ženska aktivistka

## Znani tuji nosilci priimka
- Kamil Krofta (1876—1945), češki zgodovinar in diplomat